# Bazilika Določopi
Bazilika Določopi (gruz. დოლოჭოპის ბაზილიკა) je ranokršćanska crkva - koja je danas u ruševnom stanju - u istočnoj gruzijskoj regiji Kahetiji, na području povijesnog naselja Nekresi. To je velika bazilika iz 5. stoljeća, sagrađena na mjestu ranije srušene crkve, koja je radiokarbonski datirana u 387. godinu, što je čini jednim od najranijih poznatih kršćanskih nalazišta u Gruziji. Otkrivena je 2012. godine. Bazilika je upisana na popis nepokretnih spomenika kulture od nacionalnog značaja Gruzije.

## Smještaj
Bazilika Določopi - tako nazvana po davno napuštenom selu - stoji u ruševinama na sjeverozapadnoj periferiji grada Kvarelija, na desnoj obali rijeke Durudži. Nekih 3,5 km zapadno, zračnom linijom, nalazi se manastir Nekresi, a još 1 km zapadno nalazi se arheološko nalazište Čabukauri, u kojem se nalaze ruševine velike ranokršćanske bazilike, koja dijeli mnoga obilježja s ovom iz Določopija.:str 110.
Ruševine u Določopiju pronađene su tijekom arheološkog izviđanja 2010. godine. Pronašla ih je ekspedicija Gruzijskog nacionalnog muzeja koju je vodio Nodar Bahtadze između 2012. i 2015.:str 110. Pokazala se kao značajna crkva koja je stajala u središtu nekad cvjetajućeg naselja kasne antike. Naselje nepoznato u pisanih izvora neprestano je propadalo nakon niza potresa i stranih invazija, padajući u zaborav, da bi u kasnoga srednjeg vijeka zaraslo prirodom. Zbog gustog lišća, opseg ovog naselja nije poznat.:str 49.-50.

## Izgled
Crkva je građena od šuta i šljunka.:str 111. Bila je to velika trostruka bazilika, dimenzija 36 x 18,5 metara u središnjem trobrodnom dijelu, ali s daljnjim prolazima dograđenim i na sjever i na jug, dovodeći zdanje do ukupne veličine 44 x 27 metara.:str 49.-50.:str 111.-112. To je Določopi učinilo najvećom bazilikom poznatom u Gruziji i jednom od najvećih na Kavkazu i susjednim regijama istočnog kršćanstva. Podjela naosa na tri lađe izvršena je s pet parova križnih stupova. Središnja lađa završavala se apsidom u obliku potkove na istoku. Apsida je bila opremljena četverostepenim sintronom - klupom rezerviranom za svećenstvo - značajkom koja nije pristuna igdje drugdje u Gruziji, osim u Čabukauriju.:str 48. Ispod nje, u središtu apside, nalazio se veliki grobni odjeljak. Prije oltara nalazila se prostrana bema (povišeno i ograđeno mjesto u kojem je smješten oltar) s potplatom. Najistočniji dio galerije zauzimala je krstionica. Crkva je bila pokrivena drvenim krovom s pločicama od terakote, koja je držana željeznim čavlima i antefiksima.:str 111.–114.:str 49-50
Otkrića u Čabukauriju i Določopiju osporavala su prethodnu pretpostavku da su prve crkvene zgrade u istočnoj Gruziji obično bile uske građevine sagrađene za smještaj ograničenog broja ljudi.:str 118.–119. Arhitektonski, bazilika Določopi bila je lokalni prethodnik dizajna trostruke bazilike, koja je svojstvena Gruziji.:str 118.–120. Aspekti cjelokupnog dizajna crkve i krovišta, kao i rasvjetna tijela otkrivena na tom mjestu, tipična su istočno-rimska obilježja, dok neki detalji rasporeda apside i numizmatički nalazi na tom mjestu upućuju na sasanidske utjecaje.